# Pinch-Effekt (Elektrodynamik)

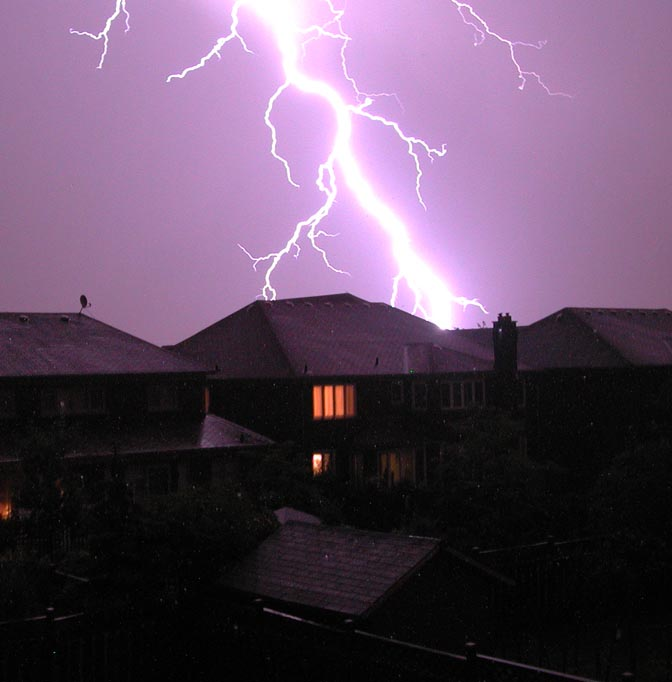
Der Pinch-Effekt ist die Ursache dafür, dass sich in Blitzen enge, nur wenige Zentimeter breite Kanäle für den Strom bilden.

Als Pinch-Effekt (von engl. to pinch quetschen) wird ein Phänomen aus der Elektrodynamik bezeichnet, das in der Plasmaphysik und der Schweißtechnik von Bedeutung ist und auf der Lorentzkraft beruht.

## Plasmaphysik
In der Plasmaphysik bezeichnet der Begriff das Zusammenziehen eines von genügend großem elektrischen Strom durchflossenen Plasmas zu einem dünnen, komprimierten Plasmaschlauch oder -faden infolge der Wechselwirkung des Plasmastroms mit dem von ihm erzeugten Magnetfeld. Der Pinch-Effekt wurde früher zur Aufheizung und Begrenzung eines Plasmas für extrem hohe Temperaturen genutzt, zum Beispiel bei der Kernfusion in der Z-Maschine. Die Anordnung eines zylindrischen Plasmas mit dem Strom entlang der Zylinderachse, wobei das Plasma radial gestaucht wird, wird auch als linearer Pinch oder z-Pinch bezeichnet. Wird zusätzlich ein externes axiales Magnetfeld angelegt, wird die Anordnung als Screw-Pinch (englisch Schraube) bezeichnet, welche stabiler ist als der lineare Pinch. Eine weitere mögliche Anordnung, bei dem das Plasma in Form eines Torus angeordnet ist, ist der Reversed field pinch.

### Bennett-Gleichung
Die Bennett-Gleichung (nach Willard Harrison Bennett) gibt den zur Kompression einer Plasmasäule im z-Pinch nötigen Strom an. Für den Entladungsstrom gilt:
{\displaystyle I^{2}={\frac {8\pi }{\mu _{0}}}Nk_{\mathrm {B} }T}
mit {\displaystyle I}: Entladungsstrom, {\displaystyle \mu _{0}}: magnetische Feldkonstante, {\displaystyle N}: Ladungsträgerdichte pro Längeneinheit, {\displaystyle k_{\mathrm {B} }}: Boltzmann-Konstante und {\displaystyle T}: Plasmatemperatur

## Lichtbogenschweißen

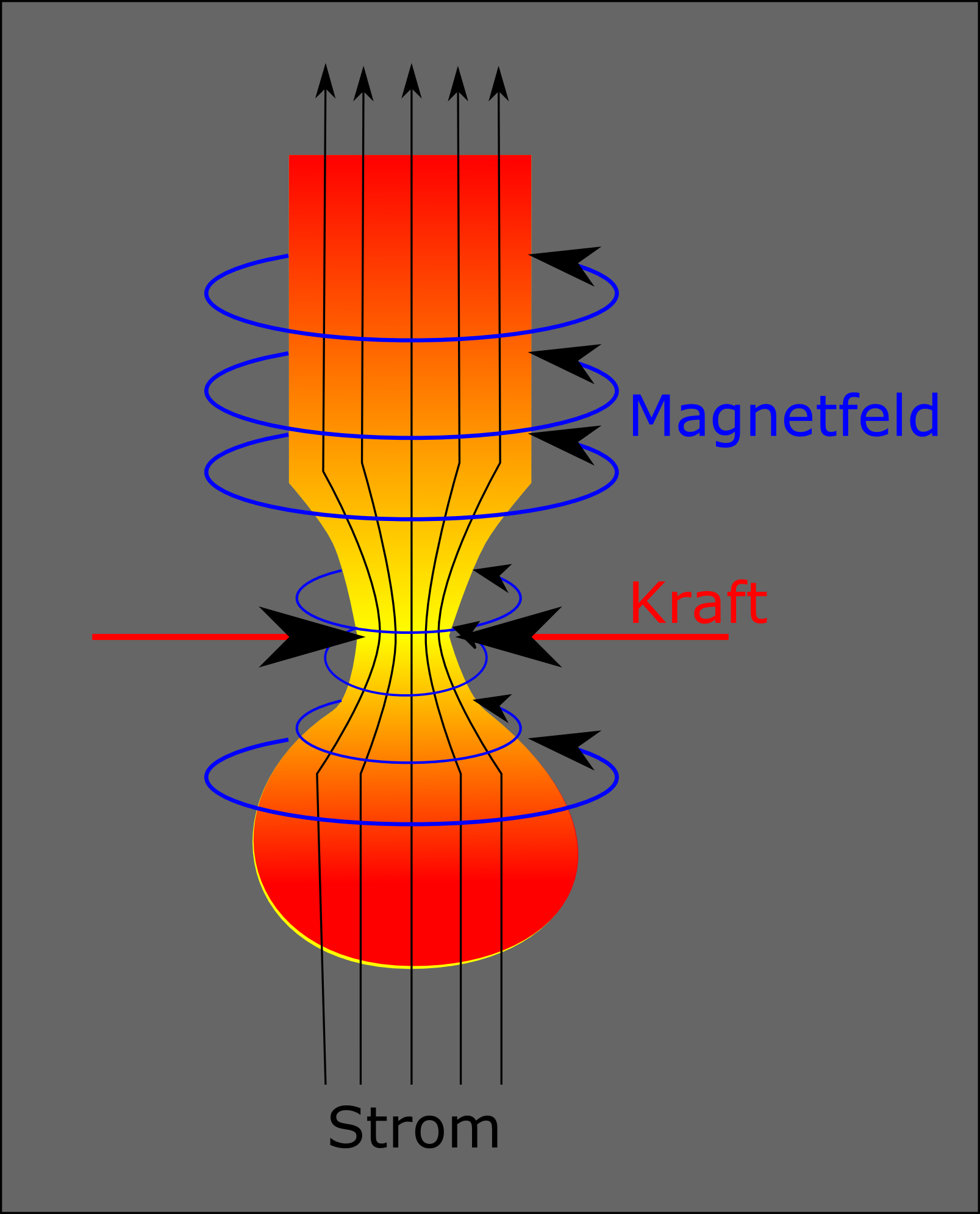
Werkstoffablösung durch den Pinch-Effekt beim Lichtbogenschweißen mit abschmelzender Elektrode

In der Schweißtechnik wird auch die Ablösung des Tropfens am Drahtende durch den Effekt der Einschnürung als Pinch-Effekt bezeichnet.
Die stromdurchflossene abschmelzende Drahtelektrode ist von einem Magnetfeld umgeben. Das Magnetfeld übt eine radiale Kraft (Lorentzkraft) auf den Draht aus, die mit dem Quadrat der Stromdichte zunimmt. Am flüssigen Ende des Drahtes wird er sofort dort eingeschnürt, wo sich ein kleinerer Querschnitt und damit eine höhere Stromdichte einstellt. Das führt zum Ablösen des flüssigen Materials.

## Weiterführendes
- Ulrich Stroth: Plasmaphysik. 1. Auflage. Vieweg+Teubner, Wiesbaden 2011, ISBN 978-3-8348-1615-3.
- Horst Stöcker: Taschenbuch der Physik. 6. Auflage. Harri Deutsch, Leck 2010, ISBN 978-3-8171-1860-1.